# Spenglerův pohár 2002
76. ročník Spenglerova poháru se uskutečnil od 26. do 31. prosince 2002. Všechny zápasy se hrály v hale Vailant Areně v Davosu. Vítězem se stal tým Kanady.

## Účastníci
- Kanada – tým složený z Kanaďanů hrajících v Evropě
- HC Davos – hostitel
- TPS Turku
- Kölner Haie
- HC Sparta Praha

## Základní část

### Tabulka
| Tým             | Z | V | P | R | VG | IG | B |
| --------------- | - | - | - | - | -- | -- | - |
| Kanada          | 4 | 4 | 0 | 0 | 16 | 10 | 8 |
| HC Davos        | 4 | 3 | 1 | 0 | 15 | 10 | 6 |
| Kölner Haie     | 4 | 2 | 2 | 0 | 12 | 11 | 4 |
| TPS Turku       | 4 | 1 | 2 | 1 | 13 | 16 | 3 |
| HC Sparta Praha | 4 | 0 | 4 | 0 | 5  | 13 | 0 |

### Zápasy
| 26. prosince 2002 15:30 | HC Davos | 2–0             | HC Sparta Praha | Vaillant Arena |
|                         | HC Davos | (1:0, 1:0, 0:0) | HC Sparta Praha |                |

| Souhrn zápasu | Souhrn zápasu | Souhrn zápasu | Souhrn zápasu | Souhrn zápasu |
| ------------- | ------------- | ------------- | ------------- | ------------- |
|               |               |               |               |               |

| 26. prosince 2002 20:45 | Kanada | 5–4             | Kölner Haie | Vaillant Arena |
|                         | Kanada | (1:2, 1:2, 3:0) | Kölner Haie |                |

| Souhrn zápasu | Souhrn zápasu | Souhrn zápasu | Souhrn zápasu | Souhrn zápasu |
| ------------- | ------------- | ------------- | ------------- | ------------- |
|               |               |               |               |               |

| 27. prosince 2002 15:30 | Kölner Haie | 3–1             | HC Sparta Praha | Vaillant Arena |
|                         | Kölner Haie | (1:0, 1:1, 1:0) | HC Sparta Praha |                |

| Souhrn zápasu | Souhrn zápasu | Souhrn zápasu | Souhrn zápasu | Souhrn zápasu |
| ------------- | ------------- | ------------- | ------------- | ------------- |
|               |               |               |               |               |

| 27. prosince 2002 20:45 | HC Davos | 6–5 po sam. naj. | TPS Turku | Vaillant Arena |
|                         | HC Davos | (2:0, 2:3, 1:2)  | TPS Turku |                |

| Souhrn zápasu | Souhrn zápasu | Souhrn zápasu | Souhrn zápasu | Souhrn zápasu |
| ------------- | ------------- | ------------- | ------------- | ------------- |
|               |               |               |               |               |

| 28. prosince 2002 15:30 | Kölner Haie | 3–0             | TPS Turku | Vaillant Arena |
|                         | Kölner Haie | (0:0, 1:0, 2:0) | TPS Turku |                |

| Souhrn zápasu | Souhrn zápasu | Souhrn zápasu | Souhrn zápasu | Souhrn zápasu |
| ------------- | ------------- | ------------- | ------------- | ------------- |
|               |               |               |               |               |

| 28. prosince 2002 20:45 | HC Sparta Praha | 1–4             | Kanada | Vaillant Arena |
|                         | HC Sparta Praha | (0:3, 0:0, 1:1) | Kanada |                |

| Souhrn zápasu | Souhrn zápasu | Souhrn zápasu | Souhrn zápasu | Souhrn zápasu |
| ------------- | ------------- | ------------- | ------------- | ------------- |
|               |               |               |               |               |

| 29. prosince 2002 15:30 | Kanada | 4–3             | TPS Turku | Vaillant Arena |
|                         | Kanada | (3:2, 1:1, 0:0) | TPS Turku |                |

| Souhrn zápasu | Souhrn zápasu | Souhrn zápasu | Souhrn zápasu | Souhrn zápasu |
| ------------- | ------------- | ------------- | ------------- | ------------- |
|               |               |               |               |               |

| 29. prosince 2002 20:45 | HC Davos | 5–2             | Kölner Haie | Vaillant Arena |
|                         | HC Davos | (0:1, 3:0, 2:1) | Kölner Haie |                |

| Souhrn zápasu | Souhrn zápasu | Souhrn zápasu | Souhrn zápasu | Souhrn zápasu |
| ------------- | ------------- | ------------- | ------------- | ------------- |
|               |               |               |               |               |

| 30. prosince 2002 15:30 | HC Davos | 2–3             | Kanada | Vaillant Arena |
|                         | HC Davos | (1:1, 0:0, 1:2) | Kanada |                |

| Souhrn zápasu | Souhrn zápasu | Souhrn zápasu | Souhrn zápasu | Souhrn zápasu |
| ------------- | ------------- | ------------- | ------------- | ------------- |
|               |               |               |               |               |

| 30. prosince 2002 20:45 | TPS Turku | 4–3             | HC Sparta Praha | Vaillant Arena |
|                         | TPS Turku | (1:1, 1:0, 2:2) | HC Sparta Praha |                |

| Souhrn zápasu | Souhrn zápasu | Souhrn zápasu | Souhrn zápasu | Souhrn zápasu |
| ------------- | ------------- | ------------- | ------------- | ------------- |
|               |               |               |               |               |

## Finále
| 31. prosince 2002 12:00 | Kanada | 3–2             | HC Davos | Vaillant Arena |
|                         | Kanada | (1:1, 1:1, 1:0) | HC Davos |                |

| Souhrn zápasu | Souhrn zápasu | Souhrn zápasu | Souhrn zápasu | Souhrn zápasu |
| ------------- | ------------- | ------------- | ------------- | ------------- |
|               |               |               |               |               |

## All-star team
- Brankář: Lars Weibel – (HC Davos)
- Obránci: Petteri Nummelin – ( TPS Turku), Jamie Heward – (Kanada)
- Útočníci: Paul DiPietro – (Kanada), Mika Alatalo – (TPS Turku), Lonny Bohonos – (HC Davos)